# II liga polska w piłce siatkowej mężczyzn (2009/2010)/Grupa IV
Rozgrywki grupy IV, II ligi w sezonie 2009/10 rozpoczęły się 26 września 2009, a do rywalizacji zgłoszono 10 zespołów. Cztery pierwsze drużyny po rundzie zasadniczej zagrają w finałach play-off, których zwycięzca weźmie udział w zmaganiach z mistrzami pozostałych grup o awans do I ligi.

## Faza Play-off

### I Runda
|  |  | PÓŁFINAŁY |  |
|  |  | --------- |  |

| 13.02.2010 | MKS MOS Interpromex Będzin | 3:1 (25:22, 22:25, 25:20, 25:22) | Karpaty Krosno |

| 14.02.2010 | MKS MOS Interpromex Będzin | 3:0 (25:17, 25:22, 25:20) | Karpaty Krosno |

| 27.02.2010 | Karpaty Krosno | 0:3 (22:25, 22:25, 17:25) | MKS MOS Interpromex Będzin |

| 13.02.2010 | AZS Politechnika Krakowska | 1:3 (25:17, 25:22, 25:20) | Wanda Kraków |

| 14.02.2010 | AZS Politechnika Krakowska | 3:2 (22:25, 20:25, 25:22, 25:22, 15:10) | Wanda Kraków |

| 27.02.2010 | Wanda Kraków | 3:1 (21:25, 25:18, 25:16, 25:23) | AZS Politechnika Krakowska |

| 28.02.2010 | Wanda Kraków | 3:2 (25:16, 23:25, 25:17, 20:25, 15:13) | AZS Politechnika Krakowska |

|  |  | MECZE O MIEJSCA 7-10 |  |
|  |  | -------------------- |  |

| 13.02.2010 | Błękitni Ropczyce | 3:2 (20:25, 28:30, 25:16, 25:18, 15:12) | STS Skarżysko-Kamienna |

| 14.02.2010 | Błękitni Ropczyce | 2:3 (21:25, 25:15, 25:23, 23:25, 14:16) | STS Skarżysko-Kamienna |

| 27.02.2010 | STS Skarżysko-Kamienna | 3:1 (25:21, 25:20, 18:25, 25:18) | Błękitni Ropczyce |

| 28.02.2010 | STS Skarżysko-Kamienna | 0:3 (22:25, 19:25, 20:25) | Błękitni Ropczyce |

| 3.03.2010 | Błękitni Ropczyce | 3:2 (25:15, 25:21, 23:25, 19:25, 15:13) | STS Skarżysko-Kamienna |

| 13.02.2010 | Resovia II Rzeszów | 3:0 (25:14, 25:22, 25:15) | Górnik Siemianowice Śląskie |

| 14.02.2010 | Resovia II Rzeszów | 3:0 (25:12, 25:18, 25:18) | Górnik Siemianowice Śląskie |

| 27.02.2010 | Górnik Siemianowice Śląskie | 1:3 (25:22, 22:25, 23:25, 27:29) | Resovia II Rzeszów |

### II Runda
|  |  | FINAŁY |  |
|  |  | ------ |  |

| 13.03.2010 | MKS MOS Interpromex Będzin | 1:3 (22:25, 25:21, 23:25, 19:25) | Wanda Kraków |

| 14.03.2010 | MKS MOS Interpromex Będzin | 3:0 (25:16, 25:16, 25:21) | Wanda Kraków |

| 27.03.2010 | Wanda Kraków | 1:3 (22:25, 15:25, 25:20, 27:29) | MKS MOS Interpromex Będzin |

| 28.03.2010 | Wanda Kraków | 1:3 (25:20, 26:28, 19:25, 24:26) | MKS MOS Interpromex Będzin |

|  |  | MECZE O 9 MIEJSCE |  |
|  |  | ----------------- |  |

| 13.03.2010 | Górnik Siemianowice Śląskie | 0:3 (18:25, 16:25, 16:25) | STS Skarżysko-Kamienna |

| 14.03.2010 | Górnik Siemianowice Śląskie | 1:3 (19:25, 25:21, 27:29, 14:25) | STS Skarżysko-Kamienna |

| 27.03.2010 | STS Skarżysko-Kamienna | 3:1 (25:17, 22:25, 25:21, 25:21) | Górnik Siemianowice Śląskie |

## Klasyfikacja Końcowa
| Miejsce | Zespół                      | Uwagi              |
| ------- | --------------------------- | ------------------ |
| 1       | MKS MOS Interpromex Będzin  | turniej finałowy   |
| 2       | Wanda Kraków                |                    |
| 3       | AZS Politechnika Krakowska  |                    |
| 4       | Karpaty Krosno              |                    |
| 5       | MKS Wisłok Strzyżów         |                    |
| 6       | AZS Rafako Racibórz         |                    |
| 7       | Błękitni Ropczyce           |                    |
| 8       | Resovia II Rzeszów          |                    |
| 9       | STS Skarżysko-Kamienna      | turniej barażowy   |
| 10      | Górnik Siemianowice Śląskie | spadek do III ligi |